# Agia/Dilekkaya
Agia (türkisch Dilekkaya, griechisch Αγυιά Κεπίρ Agyiá Kepír (f. sg.), auch Αγιά Agiá) ist ein Dorf im Distrikt Lefkoşa der Türkischen Republik Nordzypern, etwa fünf Kilometer südöstlich von Tymbou.
Formal bildet es eine Landgemeinde (griechisch κοινότητα kinótita) im Bezirk Nikosia der Republik Zypern.

## Bevölkerung
Das Dorf war vor 1974 überwiegend von türkischen Zyprern bewohnt, die letzte Volkszählung der Republik Zypern 1960 wies 418 Einwohner aus
2006 hatte der Ort 590 Einwohner.